# 蘭撒
蘭撒（学名：Lansium domesticum）又译作冷刹、蘆菇或杜古、龙贡或龍宮果，为楝科㭴木属的一种。

## 分布
原產於馬來群島的常綠喬木，亞洲熱帶地區廣泛栽培的果樹。

## 形态
果實簇生於老枝或枝幹旁，果肉味道像柚子，味道清甜而帶點酸澀，是東南亞上等水果之一。
有許多不同栽培種，一般來說被稱作「杜古」的品種果實比較大顆、圓球形，被稱作「蘭撒」的品種果實比較小、卵形。

## 食用
台灣稱為蘭撒果，香港稱為蘆菇，俗稱「泰國黃皮」但與黃皮不同科。由於蘆菇果实空隙中会有蠍子藏匿，所以進食時應格外小心，建議拿著蘆菇的莖部，放進水內大力搖晃，再摘下個別蘆菇。